# ݦ
Mīm point souscrit ‹ ݥ › est une lettre additionnelle de l’alphabet arabe utilisée dans l’écriture du maba et du sar. Elle est composée d’un mīm ‹ م › diacrité d’un point souscrit. Elle est dérivée du mīm ‹ م › et du bāʾ ‹ ب ›. Elle fait partie de l’alphabet national du Tchad.

## Utilisation
Dans l’alphabet national du Tchad, et notamment en sar, cette lettre représente une consonne occlusive bilabiale voisée prénasalisée /ᵐb/, transcrite digramme mb ‹ mb › avec l’alphabet latin.